# Waldemar Słomiany
Waldemar Piotr Słomiany, w latach 1953–1966 Piotr Słomiany (ur. 1 listopada 1943 w Bielszowicach) – polski piłkarz, występujący na pozycji obrońcy. Czterokrotny mistrz Polski, zdobywca Pucharu Polski.

## Przebieg kariery
W reprezentacji Polski zagrał tylko raz. 16 października 1963 Polska przegrała 1:3 z Grecją. Był wówczas zawodnikiem Górnika Zabrze, klubu w latach 60. seryjnie zdobywającego tytuły mistrza kraju. Wkrótce nielegalnie pozostał na Zachodzie i od 1967 grał w Bundeslidze. Przez trzy sezony występował w FC Schalke 04, w latach 1970–1972 był piłkarzem Arminii Bielefeld. W 1971 znalazł się wśród zawodników zamieszanych w korupcyjny skandal, co praktycznie zakończyło jego karierę - został zawieszony, a po odbyciu kary nie wrócił na pierwszoligowe boiska. W Bundeslidze zagrał 98 razy, strzelił 11 bramek.
Był pierwszym Polakiem w historii Bundesligi. Kolejnymi, po 14 latach, byli Joachim Hutka (Fortuna Düsseldorf) i Helmut Foreiter (SV Darmstadt 98) w sezonie 1981/82.